# SummerSlam (1989)
SummerSlam 1989 a fost cea de-a doua ediție a pay-per-view-ului anual SummerSlam organizat de World Wrestling Federation. Evenimentul a avut loc pe data de 28 august 1989 și a fost găzduit de Meadowlands Arena din East Rutherford, New Jersey.
Sloganul SummerSlam 1989 a fost "Feel the Heat!".

## Rezultate
- Dark match: Dino Bravo l-a învins pe Koko B. Ware
- Campionii mondiali pe echipe The Brain Busters (Arn Anderson & Tully Blanchard) (însoțiți de Bobby Heenan) au învins echipa Hart Foundation (Bret Hart & Jim Neidhart) într-un meci în care titlurile nu au fost puse în joc. (vezi secțiunea "De reținut") (16:23)
  - Anderson l-a numărat pe Bret după aplicarea unui middle-rope elbow drop.
- Dusty Rhodes l-a învins pe The Honky Tonk Man (însoțit de Jimmy Hart) (9:36)
  - Rhodes a câștigat prin pinfall, după ce Honky Tonk a fost lovit accidental cu propria sa chitară de către Jimmy Hart, iar Rhodes i-a aplicat un Bionic Elbow.
- Mr. Perfect l-a învins pe The Red Rooster (3:21)
  - Perfect l-a numărat pe Red Rooster, aplicându-i un Perfect Plex.
- Rick Martel și The Fabulous Rougeaus (Jacques & Raymond, însoțiți de Jimmy Hart și Slick) i-au învins pe Tito Santana și The Rockers (Shawn Michaels & Marty Jannetty) (14:58)
  - Martel l-a numărat pe Jannetty, deși Michaels era wrestlerul care era regulamentar în ring.
- The Ultimate Warrior l-a învins pe Rick Rude (însoțit de Bobby Heenan), devenind noul campion intercontinental (16:02)
  - Warrior a câștigat prin pinfall, după ce i-a aplicat lui Rude un Press Slam și un Big Splash, după ce în ring a intervenit "Rowdy" Roddy Piper. (16:01)
- Jim Duggan și Demolition (Smash & Ax) i-au învins pe André the Giant și The Twin Towers (The Big Boss Man & Akeem) (însoțiți de Bobby Heenan și Slick) (7:23)
  - Smash l-a numărat pe Akeem, după ce Duggan l-a lovit pe Akeem cu bucata sa de lemn.
- Hercules l-a învins pe Greg Valentine (însoțit de Jimmy Hart) (3:08)
  - Valentine l-a numărat inițial pe Hercules sprijinindu-se de corzile ringului.
  - Totuși, ring announcer-ul special Ronnie Garvin (care avea în acea perioadă o feudă cu Greg Valentine) l-a declarat pe Hercules câștigător prin descalificare.
- Ted DiBiase (însoțit de Virgil) l-a învins pe Jimmy Snuka (6:27)
  - DiBiase a câștigat prin count-out.
- Campionul WWF Heavyweight Hulk Hogan și Brutus Beefcake (însoțiți de Miss Elizabeth) i-au învins pe Randy Savage și Zeus (însoțiți de Sensational Sherri) (15:04)
  - Hogan l-a numărat pe Zeus după aplicarea unui Leg drop.

## Alți participanți
| Comentatori - Tony Schiavone - Jesse "The Body" Ventura Reporteri - Sean Mooney - "Mean" Gene Okerlund | Ring Announcer - Howard Finkel - Ronnie Garvin Arbitrii - Earl Hebner - Joey Marella - Tim White |

## De reținut
- Cu o săptămână înainte de disputarea meciului dintre Brain Busters și echipa Hart Foundation de la SummerSlam, cei de la Brain Busters câștigaseră centurile mondiale pe echipe de la Demolition. Pentru că meciul cu Hart Foundation fusese programat înainte ca ei să devină campioni, în kayfabe s-a explicat că cei doi nu erau obligați să-și pună în joc centurile. Din această cauză, meciul disputat la SummerSlam a fost unul fără miză.